# Antitheismus
Antitheismus ist die weltanschauliche Grundhaltung, die jeden Glauben an einen Gott oder Götter als nicht sinnvoll ablehnt und als schädlich und unlogisch darstellt und darüber hinaus aktiv gegen jede Form von Theismus eintritt und, als starker Antitheismus, Religion beseitigen will, um eine religionsfreie Gesellschaft zu erreichen.
Ein Oberbegriff dazu ist der Atheismus als Weltanschauung ohne Glauben an einen Gott oder Götter. Beim Agnostizismus werden keine Annahmen über Beweisbarkeit von Existenz oder Nichtexistenz von Göttern oder der Nützlichkeit eines Gottesglauben getroffen.

## Definition
Der Theismus geht von der Existenz eines oder mehrerer göttlicher Wesen aus, während der Antitheismus diese Annahme vollkommen verneint. Er richtet sich gegen theistische Weltanschauungen, nicht gegen deren Anhänger.
Die Weltanschauung vieler Menschen, die sich heute als Atheisten (nicht als Antitheisten) bezeichnen, teilt in der Regel dieselben Gedanken, die auch die Grundaussagen des Antitheismus darstellen. Diese Haltung lässt jedoch den grundlegenden Unterschied außer Acht, dass der fehlende Glaube an die Existenz Gottes (Atheismus) philosophisch und psychologisch etwas völlig anderes ist als die Überzeugung, dass ein solcher Glaube irrational und schädlich ist (Antitheismus).
Atheistische Literaten und Redner der Gegenwart wie Richard Dawkins scheinen den Begriff Antitheismus für sich so zu definieren, dass sie sämtlichen Theismen nicht nur absprechen, wahr zu sein, sondern ihnen auch die Nützlichkeit völlig oder wenigstens überwiegend absprechen. Dies geschieht vor allem in Abgrenzung zu Atheisten, die zwar nicht an die Existenz Gottes glauben, aber oft einen Nutzen in der Religiosität (zum Beispiel für die Moral und Ethik einer Gesellschaft) sehen. So meinte etwa Christopher Hitchens, der Glaube an die Existenz eines allmächtigen und allwissenden Wesens, das in alle Ewigkeit Anbetung verlange, sei in keiner Weise als wünschenswert anzusehen, da dies dem Leben in einem totalitären Überwachungsstaat entspräche und die Menschheit verdumme. 